# ارين فروست
ارين فروست (بالإنجليزية: Warren Frost)‏ (و. 1925 – م) هو ممثل، وممثل مسرحي، وممثل تلفزيوني، من الولايات المتحدة الأمريكية، ولد في إسكس جانكشن.

## وصلات خارجية
- ارين فروست على موقع IMDb (الإنجليزية)
- ارين فروست على موقع روتن توميتوز (الإنجليزية)
- ارين فروست على موقع ألو سيني (الفرنسية)
- ارين فروست على موقع أول موفي (الإنجليزية)
- ارين فروست على موقع قاعدة بيانات الأفلام السويدية (السويدية)
- ارين فروست على موقع قاعدة بيانات الفيلم (الإنجليزية)
- ارين فروست على موقع كينوبويسك (الروسية)